# Windsorknude
Windsorknuden, også omtalt som fuld windsor eller dobbelt windsor, hvilket adskiller den fra en halv windsorknude, er en måde at binde et slips på. Windsorknuden resulterer i en mere symmetrisk, trekantet knude i forhold til mange andre slipseknuder og bliver derfor ofte opfattet som mere kedelig.
Ofte bliver navnet på knuden tilskrevet hertugen af Windsor (Edward 8., inden han abdicerede). Det er dog mere sandsynligt, at den blev opfundet af hans far, George 5. Hertugen foretrak en bred knude og fik sine slips fremstillet med tykkere stof for at få en brede knude, når han bandt den konventionelle four-in-handknude. Windsorknuden blev opfundet for at at efterligne hertugens brede knude med slips lavet af normaltykkelse stof.
Windsorknuden er især velegnet til cutaway-krave, der bedst kan rumme den store knude. For at kunne bæres korrekt skal slipset til Windsorknuden være omkring 4 cm længere end konventionelle slips.
Windsorknuden er den eneste knude, der må bæres af alt personel i Royal Air Force og Royal Air Force Cadets (ATC og CCF(RAF)) i Storbritannien, når de bærer slips i uniform. Knuden er ofte ildeset i andre dele af hæren, fordi den associeres med hertugen af Windsor, som ansås som potentiel bedrager[kilde mangler] efter sin abdikation. Windsorknuden bruges også i den canadiske hær, uanset hvilket værn der er tale om.

## Beskrivelse
Når knuden er bundet korrekt, er den stram og sidder tæt til kraven, når den bæres. Den er symmetrisk og kan bindes op ved at tage den tynde ende ud af knuden, dvs. selvudløsende.